# ISO 3166-2:PY
کد ISO 3166-2:PY بخشی از استاندارد ایزو ۳۱۶۶ برای کشور پاراگوئه است که توسط سازمان بین‌المللی استانداردسازی ISO تنظیم شده‌است این سازمان، کدهای استاندارد را برای تقسیمات کشوری (ایالتها یا استانهای) کشورهای فهرست شده در استاندارد ایزو ۳۱۶۶-۱ تعریف می‌کند.
هر کد شامل دو بخش می‌گردد که توسط علامت - جدا می‌گردند.
- بخش نخست PY که در ایزو ۳۱۶۶-۱ آلفا-۲ کد کشور پاراگوئه است.
- بخش دوم شامل یک یا دو یا سه حرف است که بیان‌کننده استان یا ایالت کشور پاراگوئه می‌باشد.

## کدها
| کدها   | بخش                               |
| ------ | --------------------------------- |
| PY-ASU | آسونسیون                          |
| PY-16  | &nbsp;ناحیه التو پاراگوای         |
| PY-10  | &nbsp;ناحیه التو پارانا           |
| PY-13  | استان آمامبای                     |
| PY-19  | &nbsp;ناحیه بوکورون               |
| PY-5   | &nbsp;Caaguazú Department         |
| PY-6   | &nbsp;Caazapá Department          |
| PY-14  | &nbsp;ناحیه کانیندیو              |
| PY-11  | &nbsp;بخش مرکزی (پاراگوئه)        |
| PY-1   | &nbsp;ناحیه کانسپسیون (پاراگوئه)  |
| PY-3   | Cordillera Department             |
| PY-4   | &nbsp;Guairá Department           |
| PY-7   | &nbsp;ناحیه ایتاپوا               |
| PY-8   | &nbsp;ناحیه میسیونس               |
| PY-12  | &nbsp;ناحیه نیمبوکو               |
| PY-9   | Paraguarí Department              |
| PY-15  | &nbsp;Presidente Hayes Department |
| PY-2   | San Pedro Department, Paraguay    |